# Maximilian Götz
Pour les articles homonymes, voir Götz.
Maximilian Götz, né le 4 février 1986, est un pilote automobile allemand.

## Carrière automobile
- 2002 : Formule BMW ADAC, 2e (3 victoires)
- 2003 : Formule BMW ADAC, champion (6 victoires)
- 2004 : Formule 3 Euro Series, 19e
- 2005 : Formule 3 Euro Series, 14e
- 2007 : International Formula Master, 9e
  - Formule 3 Euro Series (8 courses), non classé
- 2008 : Formule 3 Euro Series
- 2012 : Champion ADAC GT Masters
- 2013 : Vainqueur des 24 Heures de Spa
- 2014 : Champion Blancpain Sprint Series 2014
- 2015 : Championnat DTM 2015, 22e
- 2016 : Championnat DTM 2016, 20e
- 2021 : Champion Championnat DTM 2021